# Equació de Cauchy
|  | No s'ha de confondre amb Distribució de Cauchy. |

Il·lustració de l'equació de Cauchy en l'exemple d'un vidre de borosilicat (BK7). Els punts indiquen els valors experimentals, la línia blava mostra l'equació de Cauchy per a reproduir correctament les dades experimentals en l'espectre visible.
L'equació de Sellmeier, els punts verds, proporciona una bona descripció en l'infraroig

En òptica, l'equació de Cauchy, també anomenat model de Cauchy, és una descripció matemàtica de la dispersió de les ones electromagnètiques en els sòlids en un ampli interval espectral. Normalment s'utilitzen en el rang de la llum visible.
La relació determinada empíricament va ser publicada en 1830 per Augustin Louis Cauchy.

## Descripció
L'equació de Cauchy és una relació empírica, establerta per Augustin Louis Cauchy i que més tard va ser verificada i justificada amb les equacions de Maxwell, que dona l'índex de refracció {\displaystyle n} en funció de la longitud d'ona λ per a un medi transparent donat. Aquesta equació és una aproximació vàlida per als medis transparents en l'espectre visible perquè les bandes d'absorció estan totes en l'ultraviolat.
Pot ser escrita com un desenvolupament limitat de l'índex de refracció en funció de la longitud d'ona:
en la qual {\displaystyle A}, {\displaystyle B}, {\displaystyle C}... són coeficients positius, respectivament adimensionals en m², i m4, característics de cada medi, que es poden determinar per a un material mitjançant l'ajust de l'equació dels índexs de refracció mesurats en longituds d'ona conegudes. Els coeficients són generalment citats per λ com la longitud d'ona en el buit en micròmetres.
En general, és suficient utilitzar una forma de dos termes de l'equació:
{\displaystyle n(\lambda )=B+{\frac {C}{\lambda ^{2}}},}
on els coeficients {\displaystyle B} i {\displaystyle C} estan determinats específicament per a aquesta forma de l'equació.

## Coeficients
Una taula de coeficients per a materials òptics comuns es mostra a continuació:
| Material                    | B      | C (μm²) |
| Vidre de quars              | 1.4580 | 0.00354 |
| Vidre de borosilicat (BK7)  | 1.5046 | 0.00420 |
| Vidre crown dur (K5)        | 1.5220 | 0.00459 |
| Vidre crown de bari (BaK4)  | 1.5690 | 0.00531 |
| Vidre flint de bari (BaF10) | 1.6700 | 0.00743 |
| Vidre flint dens (SF10)     | 1.7280 | 0.01342 |

## Deducció
Publicada en 1836, aquesta fórmula es dedueix de les observacions i mesuraments, però pot ser demostrada a partir del desenvolupament limitat de:
{\displaystyle {\frac {n^{2}-1}{n^{2}+2}}={\frac {4\pi }{3}}N\alpha }, en els sistemes d'unitats no racionalitzades, o
{\displaystyle {\frac {n^{2}-1}{n^{2}+2}}={\frac {N\alpha }{3\epsilon _{0}}}}, en un sistema racionalitzat (MKSA).
on N representa el nombre de molècules per unitat de volum i α la polaritzabilitat d'una molècula. Quan les molècules que componen el medi posseeixen diverses ressonàncies òptiques de pulsacions {\displaystyle {\omega _{k}}} i forces d'oscil·lador {\displaystyle {f_{k}}}, s'obté: 
És a partir d'aquesta fórmula que es pot deduir l'equació de Cauchy.

## Validesa
Posteriorment, la teoria de la interacció llum-matèria en la qual basa aquesta equació de Cauchy es va veure que era incorrecta. En particular, l'equació només és vàlida per a les regions de dispersió normal en la regió de longitud d'ona visible. En l'infraroig, l'equació es converteix incorrecta, i no es pot representar regions de dispersió anòmala. Tot i això, la seva simplicitat matemàtica el fa útil en algunes aplicacions.
L'equació de Sellmeier és un desenvolupament posterior de l'equació de Cauchy que s'encarrega de les regions anormalment dispersives, i models amb major precisió d'índex de refracció d'un material a través de la radiació ultraviolada, visible i infraroja de l'espectre.